# Železniční trať Miskolc – Bánréve – Ózd
Železniční trať Miškovec – Bánréve – Ózd (maďarsky Miskolc–Bánréve–Ózd-vasútvonal) je maďarská částečně dvoukolejná elektrifikovaná železniční trať, která spojuje města Miškovec, Kazincbarcika, Putnok a Ózd. Trať je označována v maďarském jízdním rádu jako trať MÁV 92. Trať byla kompletně otevřena v roce 1872, kdy byla zprovozněna odbočka z Bánréve do Ózdu.

## Historie
Železniční trať z Miškovce přes Bánréve do slovenského Fiľakova vedoucí údolím řeky Slaná (maďarsky Sajó) byla otevřena 13. června 1871. Dne 1. listopadu 1872 byla otevřena odbočná úzkorozchodná trať ze stanice Bánréve do Ózdu, která byla v roce 1873 prodloužena do nedalekého města Borsodnádasd.
Během první světové války byla úzkorozchodná trať Bánréve–Ózd přestavěn na normální rozchod. Úsek do Borsodnádasdu zůstal v původním rozchodu 1000 mm a provoz na úzkorozchodné trati fungoval až do roku 1992.
V roce 1973 byl zelektrifikován úsek Miškovec–Sajóecseg. O devět let později v roce 1982 byla zelektrifikován i úsek Sajóecseg–Kazincbarcika.

## Provozní informace
Maximální rychlost na trati je 100 km/h v úseku Miškovec–Bánréve a 80 km/h v úseku Bánréve–Ózd. Trať i veškeré stanice a zastávky na trati provozuje firma MÁV. Trať je v úseku Miškovec–Kazincbarcika elektrifikovaná střídavým proudem 25 kV, 50 Hz.

## Doprava
Provoz na trati je především tvořen osobními vlaky s motorovými vozy Bzmot s přívěsným vozem a dalším Bzmot na konci vlaku. Na elektrifikovaném úseku jezdí v čele osobních vlacích lokomotivy V43. Osobní vlaky jezdící na této trati jezdí po těchto trasách:
- Miškovec – Kazincbarcika – Bánréve – Ózd
- Miškovec–Kazincbarcika
- Miškovec – Sajóecseg – Tornanádaska

## Stanice
Na trati se nacházejí tyto stanice:
- Miskolc-Tiszai
- Miskolc-Gömöri
- Szirmabesenyő
- Sajókeresztúr
- Sajóecseg
- Sajószentpéter-Piactér
- Sajószentpéter
- Berente
- Kazincbarcika alsó
- Kazincbarcika
- Sajókaza
- Vadna
- Dubicsány
- Putnok
- Pogonyipuszta
- Bánréve
- Bánrévei Vízmű
- Sajónémeti
- Center
- Ózd alsó
- Ózd

## Galerie

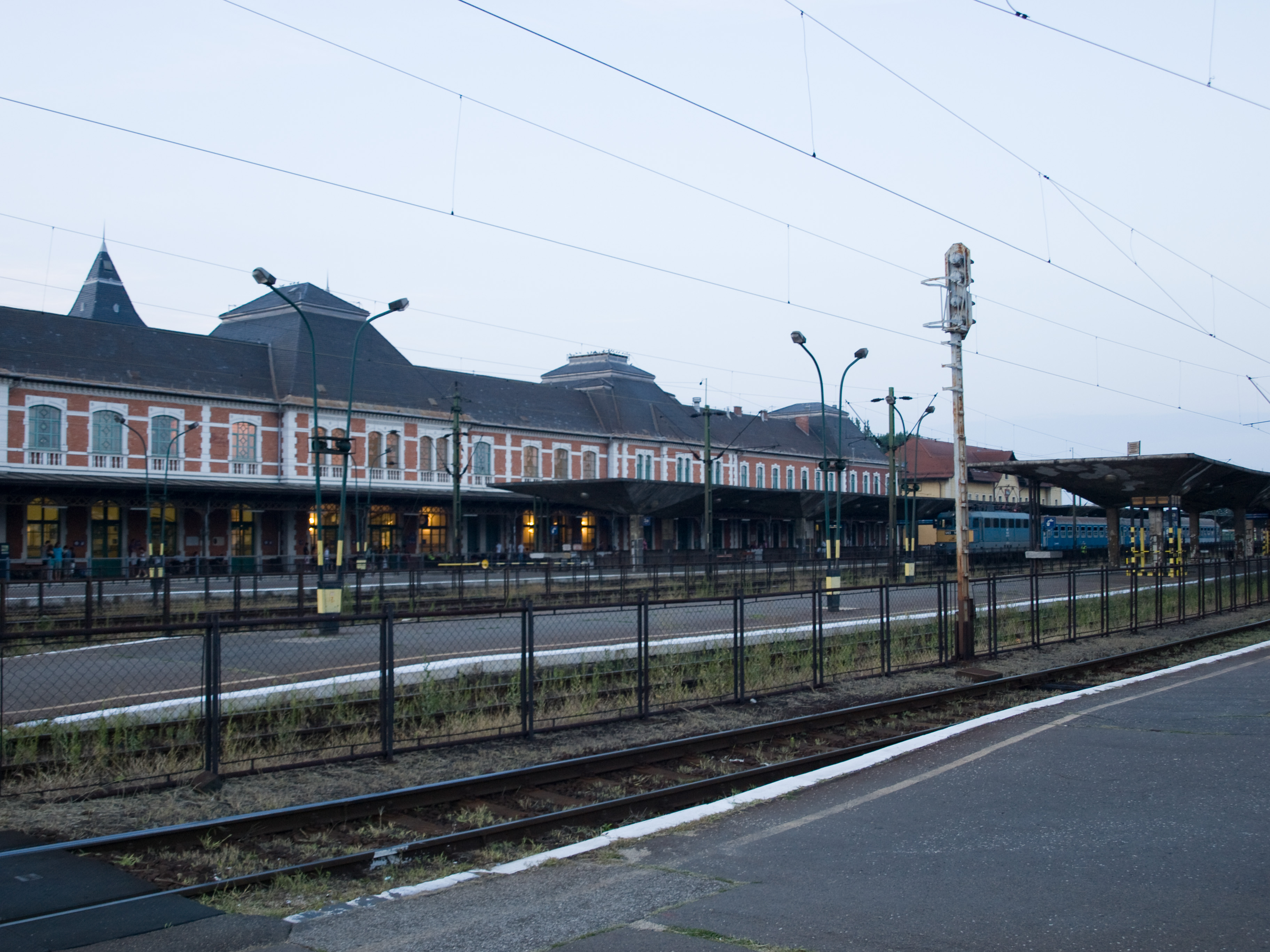
Miskolc-Tiszai pu.
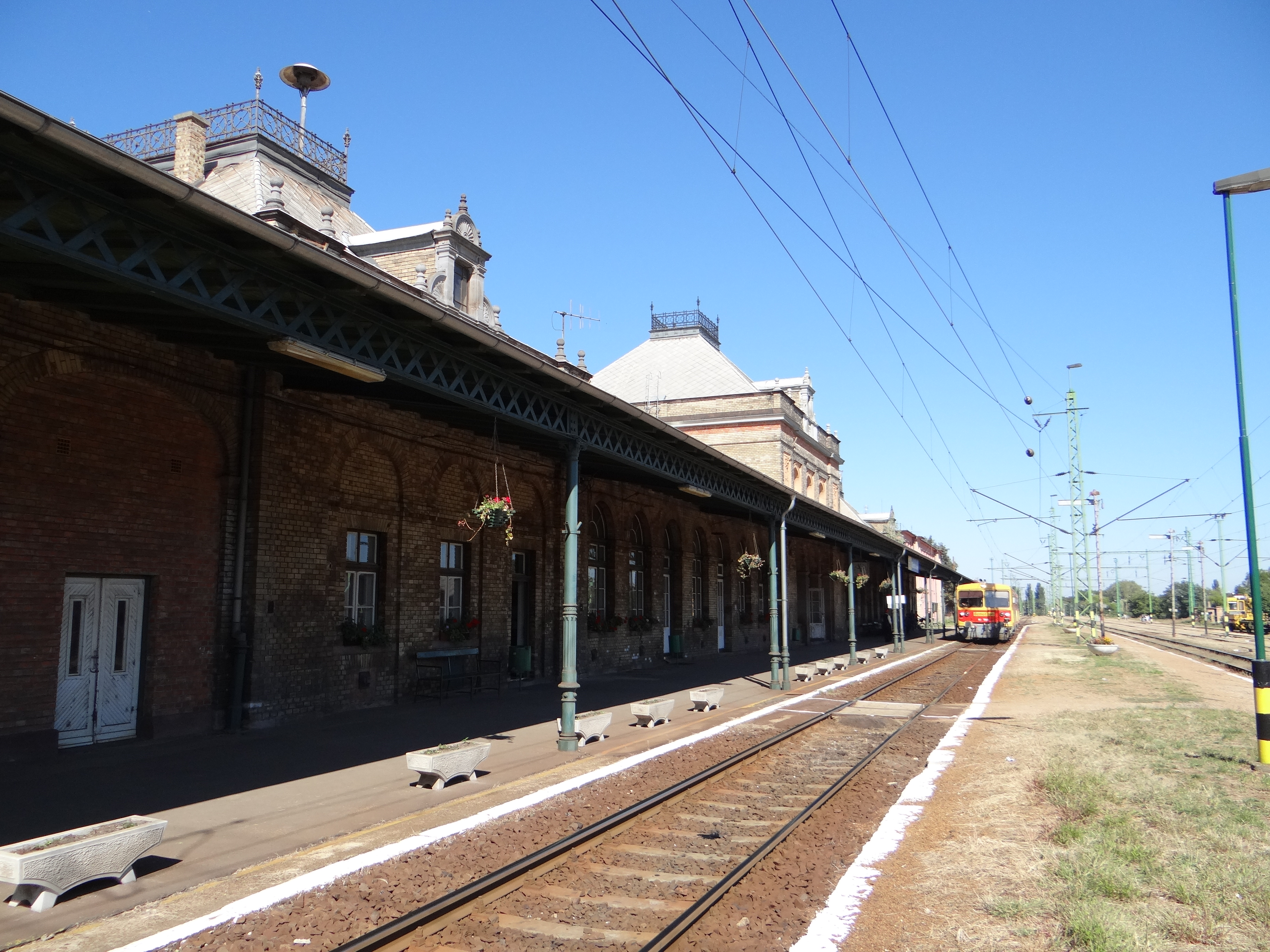
Miskolc-Gömöri pu.
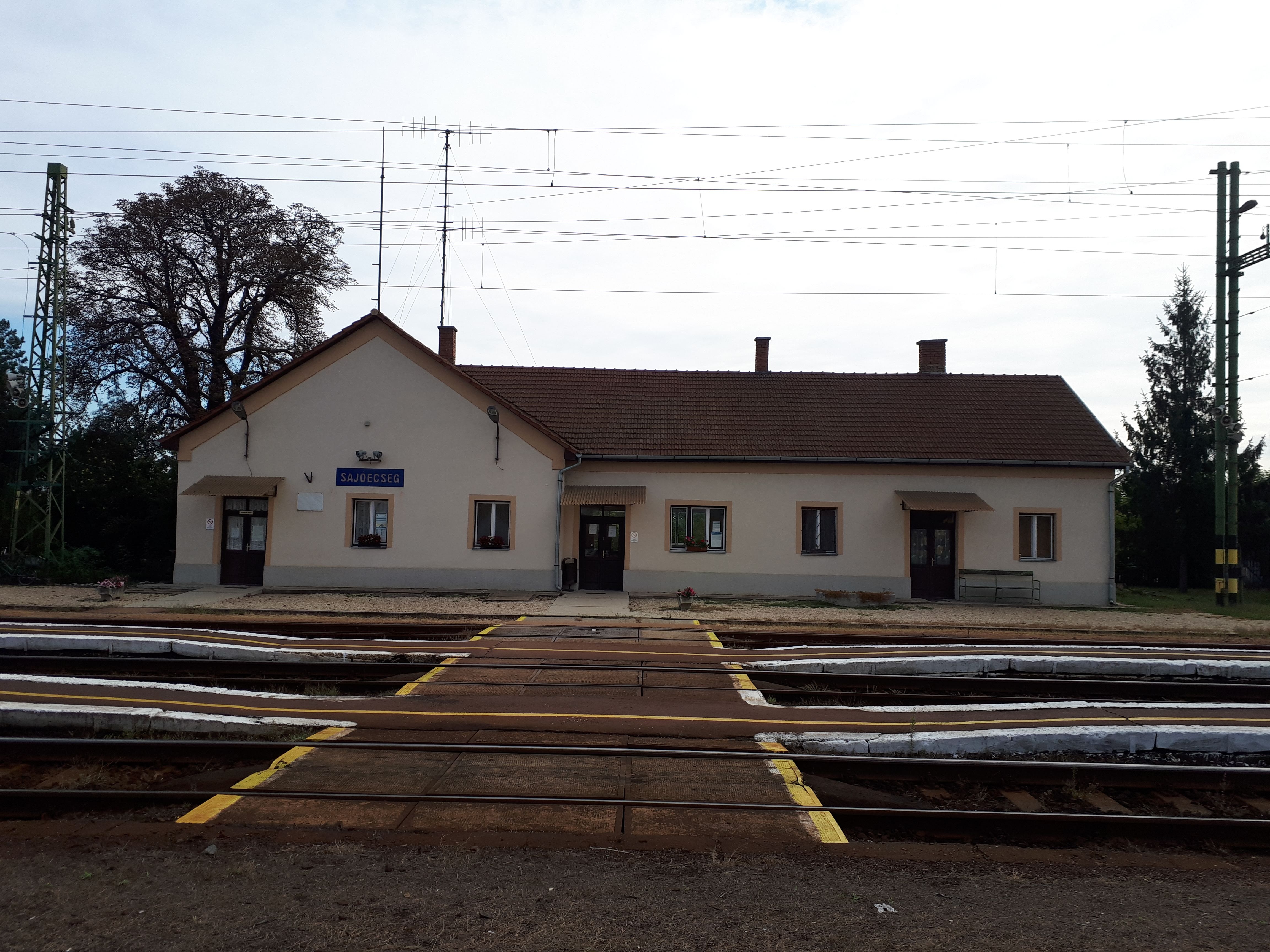
Sajóecseg
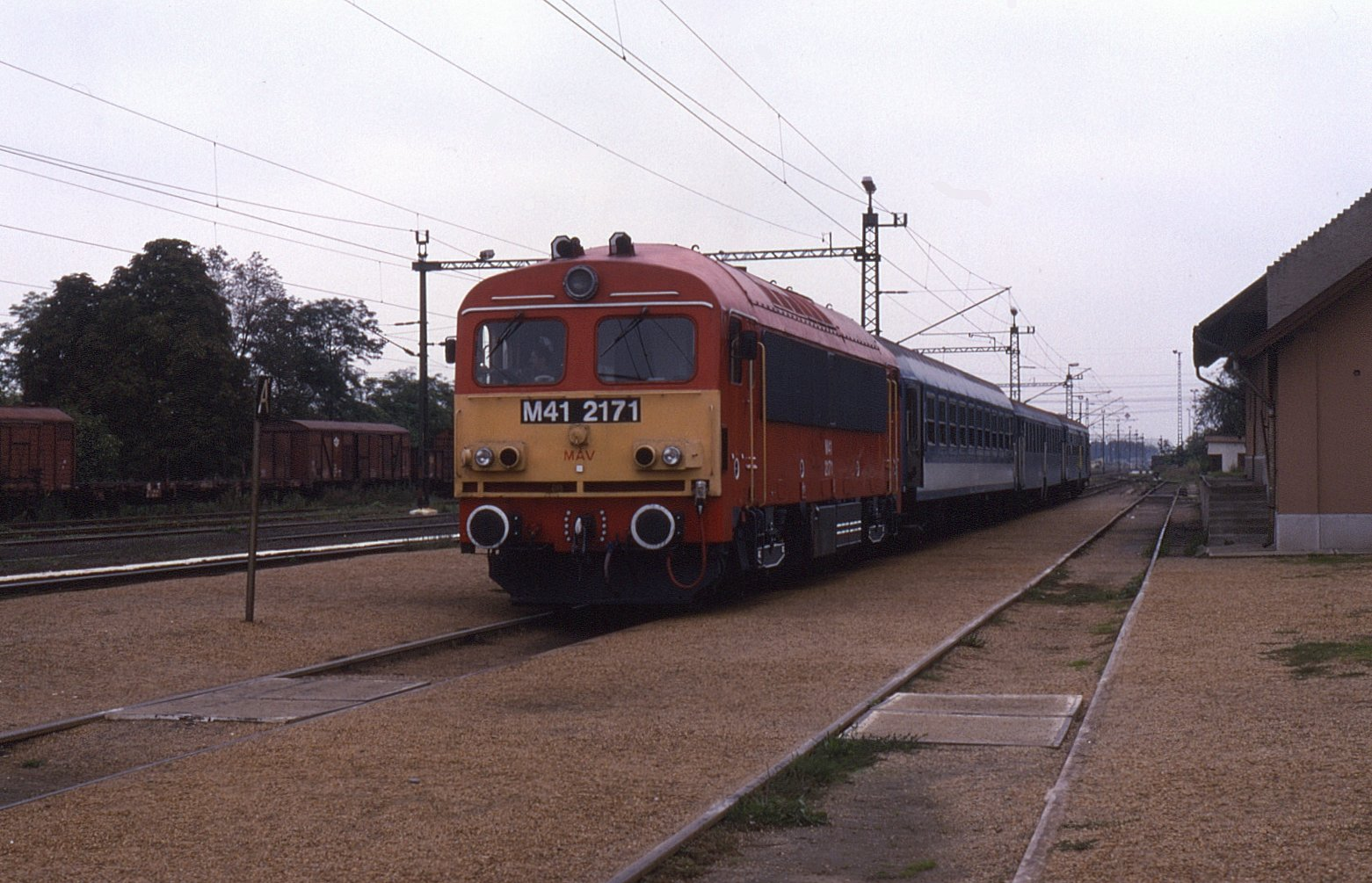
Osobní vlak ve stanici Kazincbarcika
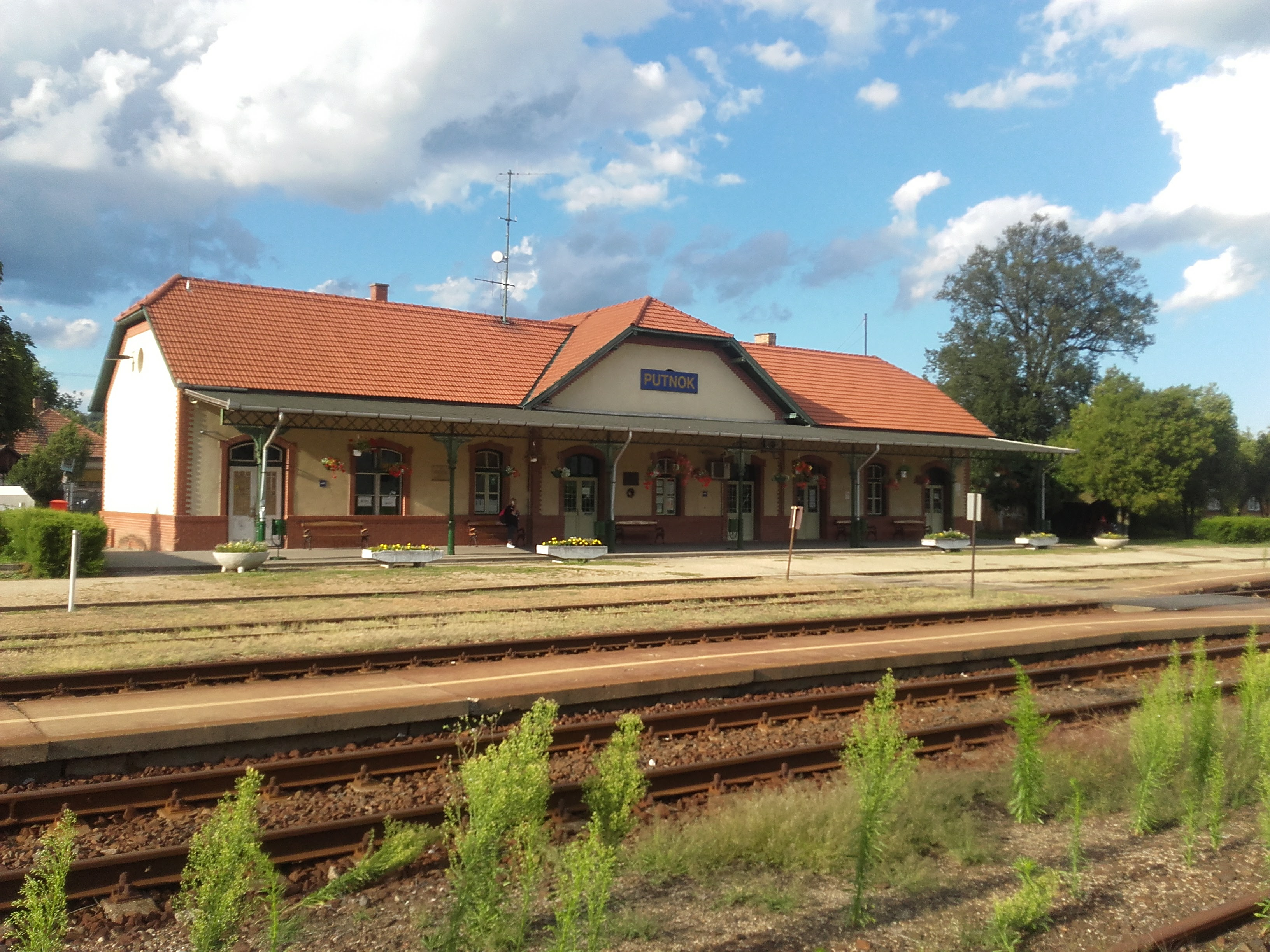
Putnok
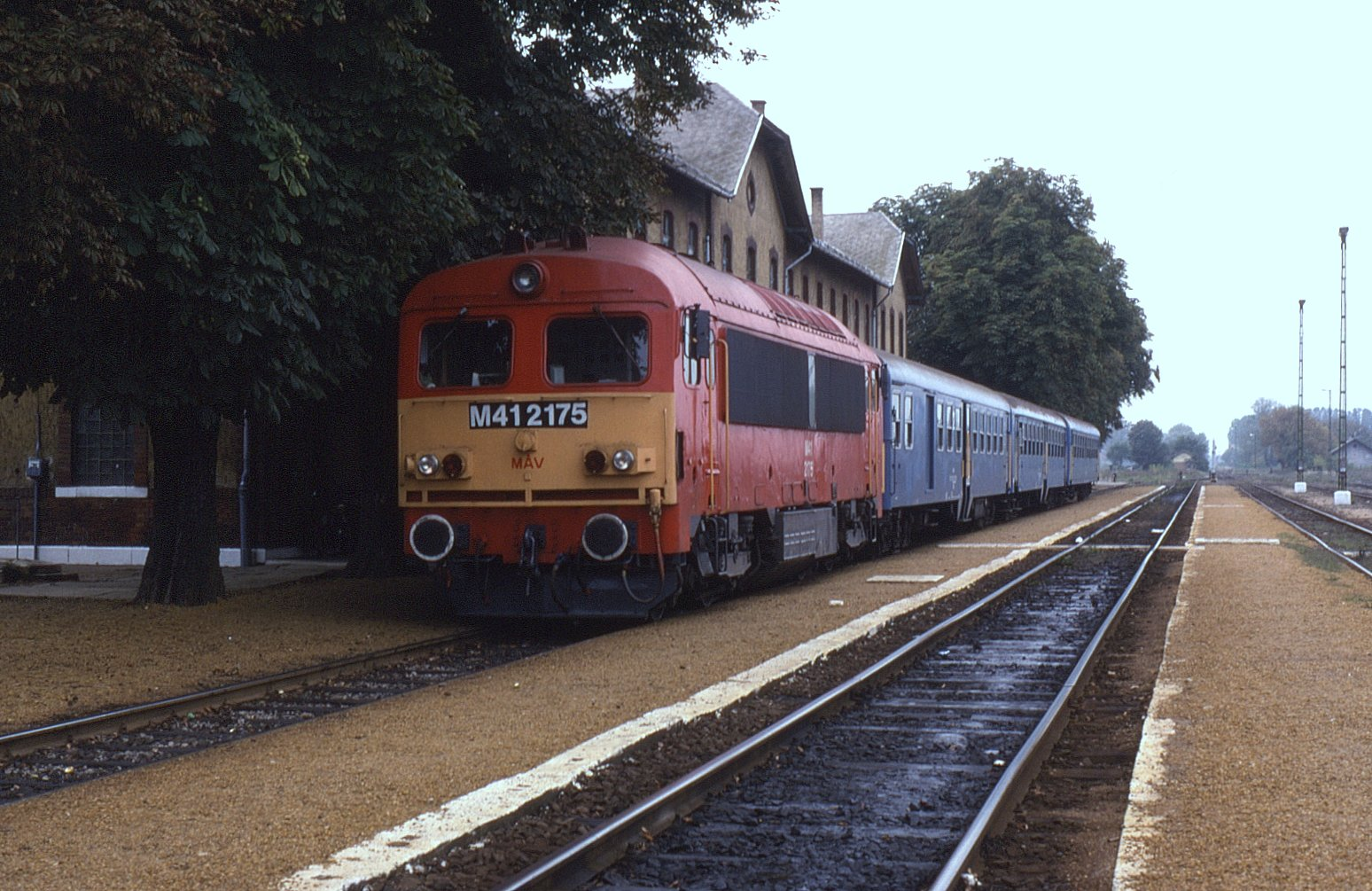
Osobní vlak ve stanici Bánréve
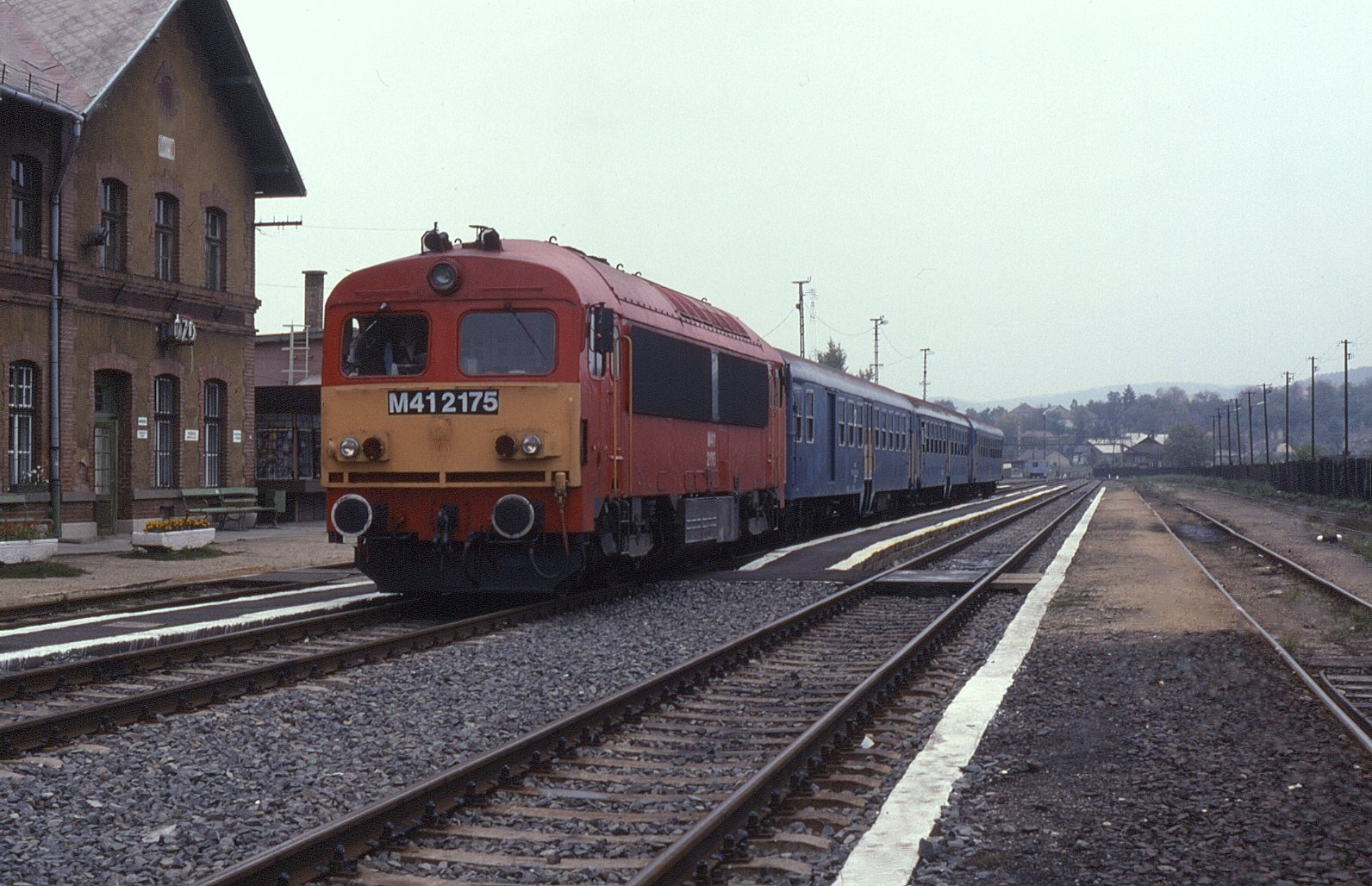
Ózd